# 千厩警察署
千厩警察署（せんまやけいさつしょ）は、岩手県警察が管轄する16ある警察署の一つで、一関市千厩町に本庁舎を置く。識別章所属表示はSJ。

## 管轄区域
- 一関市東部（旧千厩町、旧大東町、旧東山町、旧藤沢町、旧室根村、旧川崎村の区域）

## 沿革
- 1959年（昭和34年）
  - 1月24日 - 新たな本庁舎を千厩字前田86番地1に落成[1]。
  - 3月31日 - 八沢巡査駐在所（藤沢町砂子田字高田93番地5）を藤沢巡査部長派出所へ統合[2]。
- 1975年（昭和50年）11月27日 - 折壁警察官駐在所を、折壁字大里118番地10へ移転[3]。
- 1977年（昭和52年）3月25日 - 黄海警察官駐在所を、黄海字上場196番地から上場209番地1へ移転[4]
- 1978年（昭和53年）4月1日 - 大津保警察官駐在所を保呂羽警察官駐在所に改称[5]。
- 1980年（昭和55年）3月23日 - 藤沢警察官駐在所を、藤沢字町裏100番地[6]から町裏200番地8へ移転[7]。
- 1984年（昭和59年）8月29日 - 新たな本庁舎を現在地に落成[1]。
- 1985年（昭和60年）3月28日 - 小梨警察官駐在所を、小梨字堂ケ崎101番地[8]から移転[5]。
- 1986年（昭和61年）3月25日 - 保呂羽警察官駐在所を、保呂羽字二本柳96番地1から移転。薄衣警察官駐在所を、薄衣字法道地16番地3へ移転[9]。
- 1987年（昭和62年）4月1日 - 門崎警察官駐在所（川崎村門崎）を薄衣警察官駐在所へ統合し、川崎警察官駐在所に改称[10]。
- 1989年（平成元年）1月31日 - 摺沢警察官派出所を現在地へ移転[5]。
- 1990年（平成2年）4月1日 - 千厩駅前警察官駐在所（千厩町千厩字上駒場294番地34[8]）を廃止[5]。
- 1991年（平成3年）3月28日 - 奥玉警察官駐在所を開設[11]。
- 1994年（平成6年）11月1日 - 組織規定の改正に伴い、○○警察官派出所を○○交番に、○○警察官駐在所を○○駐在所に改称[12]。
- 1999年（平成11年）3月 - 矢越駐在所を折壁駐在所へ統合し、折壁駐在所は室根駐在所へ改称[13]。
- 2022年（令和4年）12月 - 藤沢駐在所を、藤沢字町裏200番地8[14]から移転[15]。室根駐在所を、折壁字大里118番地10[14]から移転[16]。
- 2023年（令和5年）4月1日 - 保呂羽駐在所（藤沢町保呂羽字二本柳42番地1）を藤沢駐在所へ統合[15]。
- 2025年（令和7年）4月1日 - 田河津駐在所（東山町田河津字野土69番地1）を東山駐在所へ統合[17]。

## 組織
- 署長
- 副署長
- 警務課
  - 警務係
  - 警察安全相談係
  - 被害者支援係
  - 留置管理係
  - 会計係
- 生活安全課
  - 生活安全係
- 地域課
  - 地域企画指導係
  - 自動車警ら班
- 刑事課
  - 刑事第一係
  - 刑事第二係
  - 鑑識係
- 交通課
  - 交通企画係
  - 交通捜査係
- 警備課
  - 警備係

## 駐在所
括弧は読み方及び所在地を表す。
千厩地域
- 奥玉（おくたま）駐在所（一関市千厩町奥玉字中日向150番地4）
- 小梨（こなし）駐在所（一関市千厩町小梨字堂ケ崎5番地9）

大東地域
- 摺沢（すりさわ）駐在所（一関市大東町摺沢字荒屋敷31番地1）
- 大原（おおはら）駐在所（一関市大東町大原字稗ノ沢62番地2）
- 興田（おきた）駐在所（一関市大東町沖田字八日町6番地2）
- 猿沢（さるさわ）駐在所（一関市大東町猿沢字山崎93番地1）

東山地域
- 東山（ひがしやま）駐在所（一関市東山町長坂字西本町26番地17）
- 松川（まつかわ）駐在所（一関市東山町松川字台148番地42）

藤沢地域
- 藤沢（ふじさわ）駐在所（一関市藤沢町藤沢字町裏170番地7）
- 黄海（きのみ）駐在所（一関市藤沢町黄海字町裏52番地1）

室根地域
- 室根（むろね）駐在所（一関市室根町折壁字八幡沖382番地7）
- 津谷川（つやがわ）駐在所（一関市室根町津谷川字本宿15番地）

川崎地域
- 川崎（かわさき）駐在所（一関市川崎町薄衣字法道地16番地3）

出典：